# Uheld
Et uheld er en utilsigtet hændelse, hvor en eller flere personer kommer mindre tilskade eller hvor materiel beskadiges i mindre grad, uden intention eller overlæg.
Ved både materiel, fysisk og mental skade kan der foreligge erstatningskrav, der i tilfælde kan være dækket af en forsikring. I særlige tilfælde kan sagen herom udmunde i en retssag.